# Estadio Luis Alberto Villegas
El Estadio Luis Alberto Villegas es el diamante de béisbol de la ciudad de Medellín. Se encuentra en el extremo norte de la Unidad Deportiva Atanasio Girardot, fue construido en 1954 y tiene una capacidad de 7000 espectadores.
El diamante de béisbol de la Unidad Deportiva Atanasio Girardot recibió el nombre del arquitecto antioqueño Luis Alberto Villegas Moreno, quien fue secretario de obras públicas de Medellín, director del Instituto de Crédito Territorial de Antioquia, gerente de Conavi, diseñador de la Unidad Deportiva y promotor del béisbol en Antioquia. Figura además como uno de los constructores del Estadio Atanasio Girardot, fue varias veces presidente de la Liga de Béisbol de Antioquia, presidente de la Sociedad Colombiana de Arquitectos y fue condecorado con la Cruz de Boyacá. Falleció en un accidente aéreo el 20 de diciembre de 1976 a los 48 años de edad.

## Eventos
El estadio fue utilizado en los Juegos Centroamericanos y del Caribe de 1978, en los cuales quedó campeón el equipo representativo de Cuba. Así mismo, este escenario se utilizó para la competencia de béisbol de los Juegos Sudamericanos de 2010, evento para el cual fue remodelado completamente con una inversión de 750 millones de pesos, y en el cual se coronó el equipo representativo de Venezuela.
El estadio Luis Alberto Villegas también fue sede del equipo Potros de Medellín que participó en la Liga Colombiana de Béisbol Profesional de 2010. Sin embargo, dicha temporada se canceló por el fuerte invierno que azotó al país. El equipo desapareció para la siguiente temporada profesional y la ciudad se quedó sin representación en la liga nacional.
El viernes 21 de abril de 2023, se llevó a cabo el concierto de los australianos Rüfüs Du Sol.